# Lepanthes excedens
Lepanthes excedens é uma espécie de orquídea (Orchidaceae) dispersa da Costa Rica ao Panamá.